# Glossosoma intermedium
Glossosoma intermedium is een schietmot uit de familie Glossosomatidae. De soort komt voor in het Palearctisch en het Nearctisch gebied.